# 埼玉上尾醫生
埼玉上尾醫生（日语：埼玉上尾メディックス）是位於日本埼玉縣上尾市的女子排球俱樂部，成立於2001年，目前參加SV聯賽。

## 概要
埼玉縣上尾市上尾中央綜合醫院於1978年成立排球部，2001年4月排球實業團正式成立，目前由上尾中央醫科集團協議會內設立的埼玉上尾Medics株式會社營運。
2003年進入V1聯賽，從2006年開始進入挑戰聯賽，2014年首次升格爲V超級聯賽。

## 戰績

### 主要戰績
挑戰聯賽（實業團聯賽／V1聯賽） 

- 冠軍2次（2010年、2012年）
- 亞軍4次（2009年、2011年、2013年、2016年）

黑鷲旗全日本選拔大會 

- 亞軍1次（2023年）

國民體育大會成年女子 

- 冠軍1次（2016年）
- 亞軍1次（2017年）

## 外部連結
- 官方網站 （页面存档备份，存于）